# معاهدة انضمام
معاهدة الانضمام إلى الاتحاد الأوروبي هي معاهدة للاتحاد الأوروبي تحدد الشروط التي بموجبها تصبح الدولة المتقدمة بالطلب عضوًا في الاتحاد الأوروبي. بالإضافة إلى معاهدة الانضمام، يتم التوقيع على وثيقة الانضمام النهائية. تسجل الوثيقة الختامية نتائج مفاوضات الانضمام، بما في ذلك الإعلانات الصادرة عن الأطراف. كما تحدد الترتيبات للفترة ما بين التوقيع على المعاهدة ودخولها حيز التنفيذ.

## المعاهدات السارية
في نهاية عام 2020، كانت معاهدات الانضمام التالية سارية المفعول:
- معاهدة الانضمام لعام 1972 المتعلقة بالدانمرك وأيرلندا والنرويج والمملكة المتحدة. (النرويج لم تصادق وبالتالي لم تنضم).
- معاهدة الانضمام لعام 1979 المتعلقة باليونان
- معاهدة الانضمام لعام 1985 المتعلقة بإسبانيا والبرتغال
- معاهدة الانضمام لعام 1994 المتعلقة بالنرويج والنمسا وفنلندا والسويد (لم تصادق النرويج وبالتالي لم تنضم).
- معاهدة الانضمام لعام 2003 المتعلقة بالجمهورية التشيكية وإستونيا وقبرص ولاتفيا وليتوانيا وهنغاريا ومالطا وبولندا وسلوفينيا وسلوفاكيا
- معاهدة الانضمام لعام 2005 المتعلقة برومانيا وبلغاريا
- معاهدة الانضمام لعام 2011 المتعلقة بكرواتيا

## حالات الانضمام المقترحة
اعتبارًا من يناير 2021، يتم النظر في المقترحات التالية:
- انضمام ألبانيا إلى الاتحاد الأوروبي
- انضمام البوسنة والهرسك إلى الاتحاد الأوروبي
- انضمام كوسوفو إلى الاتحاد الأوروبي
- انضمام الجبل الأسود إلى الاتحاد الأوروبي
- انضمام مقدونيا الشمالية إلى الاتحاد الأوروبي
- انضمام صربيا إلى الاتحاد الأوروبي

## المقترحات المعلقة أو المتروكة
اعتبارًا من يناير 2021، تم تعليق هذه المقترحات أو التخلي عنها
- انضمام أيسلندا إلى الاتحاد الأوروبي
- انضمام النرويج إلى الاتحاد الأوروبي
- انضمام سويسرا إلى الاتحاد الأوروبي
- انضمام تركيا إلى الاتحاد الأوروبي